# 加萊納諾爾斯 (伊利諾伊州)
加萊納諾爾斯（英語：Galena Knolls）是位於美國伊利諾伊州皮奧里亞縣的一個非建制地區。該地的面積和人口皆未知。

## 地理
加萊納諾爾斯的座標為40°57′24″N 89°58′37″W / 40.95667°N 89.97694°W，而該地的平均海拔高度為187米（即614英尺）。